# الکساندر بابیچ
الکساندر بابیچ (اوکراینی: Олександр Олександрович Бабич؛ زادهٔ ۱۵ فوریهٔ ۱۹۷۹) بازیکن فوتبال اهل اوکراین است.
از باشگاه‌هایی که در آن بازی کرده‌است می‌توان به باشگاه فوتبال دنیپرو، باشگاه فوتبال ماریوپول، باشگاه فوتبال آنژی مخاچ‌قلعه، باشگاه فوتبال متالیست خارکوف، و باشگاه فوتبال چورنومورتس اودسا اشاره کرد.